# Octávio Machado
Octávio Joaquim Coelho Machado (Setúbal, 6 maggio 1949) è un allenatore di calcio ed ex calciatore portoghese, di ruolo centrocampista.

## Carriera

### Club
Trascorse l'intera carriera giocando nel campionato portoghese.

### Nazionale
Ha collezionato 19 presenze con la nazionale portoghese.

## Palmarès

### Giocatore

#### Competizioni nazionali
- Campionato portoghese: 2

Porto: 1977-1978, 1978-1979
- Coppa del Portogallo: 1

Porto: 1976-1977
- Taça Ribeiro dos Reis: 2

Vitória Setúbal: 1968-1969, 1969-1970

### Allenatore

#### Competizioni nazionali
- Supercoppa di Portogallo: 1

Porto: 1995, 2001